# Lac-Granet
Pour les articles homonymes, voir Granet.
Le Lac-Granet est un territoire non organisé situé dans la municipalité régionale de comté de La Vallée-de-l'Or, dans la région administrative de l'Abitibi-Témiscamingue, au Québec, au Canada.

## Toponymie
Le terroire porte le nom du lac Granet.

## Histoire
- 1er janvier 1986 : Constitution du territoire non organisé de Lac-Granet.
- 29 août 2009 : Une partie est annexée par Rivière-Héva[2].

## Démographie
| 2001 | 2006 | 2011 | 2016 | 2021 |
| ---- | ---- | ---- | ---- | ---- |
| 94   | 92   | 0    | 0    | 0    |